# 10658 Gretadevries
A 10658 Gretadevries (ideiglenes jelöléssel 2281 T-1) a Naprendszer kisbolygóövében található aszteroida. Cornelis Johannes van Houten,  Ingrid van Houten-Groeneveld és Tom Gehrels fedezte fel 1971. március 25-én.